# My tři a pes z Pětipes
My tři a pes z Pětipes je kniha českého spisovatele Václava Čtvrtka. Jedná se o knihu pro děti mladšího školního věku, poprvé byla vydána v roce 1958. Vypráví o pražských chlapcích Tondovi a Rudovi, jejich prázdninových zážitcích na Berounce s místní dívkou Ančou a jejím psem. Knihu doprovázejí ilustrace Miloše Nolla.

## Děj
Protagonistou knihy je pražský chlapec Tonda, který stráví letní prázdniny ve vesnici Pětipsy nedaleko Prahy. Ubytovaný bude v rodině tatínkova spolupracovníka, pana Ludvíka. Tonda se těší, že bude chytat ryby v řece Berounce a seznámí se s místními kluky. Ke svému překvapení ale zjistí, že v téže vesnici tráví prázdniny i jeho vychloubačný spolužák Ruda, který se ve škole chvástal, že bude o prázdninách v Indii lovit krokodýly. Než se ale Tonda s Rudou zapojí mezi ostatní děti, musí čelit překážkám, aby je přijaly mezi sebe. Občas jsou oba chlapci i terčem posměchu, třeba když si chtějí spolu najít a vycvičit psa. Pes je ale místní dívky Anči, o kterou nakonec Tonda projeví zájem. Všichni zažívají mnoho dobrodružství. Tonda chce, aby ho měla Anča ráda také. Proto se rozhodne, že jí uloví rybu jako důkaz jeho lásky. Nečekaně se k Tondovi připojí i ostatní kluci z party, kteří mu fandí a snaží se pomoct.

## Přijetí díla a jeho interpretace
Jaroslav Voráček píše ve Zlatém máji, že Václav Čtvrtek ve svém díle chce, aby čtenář objevoval skutečnost a viděl ji zajímavou a přitažlivou. Dále se zmiňuje o vyjádření prožitkovosti, mezilidských vztahů i o současném dětském myšlení. Vyzdvihuje také Čtvrtkovu schopnost dramatizace událostí i kombinační vynalézavost. Podle Růženy Hamanové se Čtvrtek v této knize nedokázal ubránit jistému trendu zjednodušující pedagogičnosti, který v 50. letech ovládal dětskou literaturu. Příběh však podle ní nelze označit za „zcela konformní“ a svou svěžestí již předznamenávají autorův tvůrčí vrchol na přelomu 60. a 70. let.
Kniha se do roku 2013 dočkala čtyř vydání. V roce 1971 byl natočen stejnojmenný film v režií Oty Kovala. Hlavní role obsadili Jiří Kúkol (Tonda), Robert Krásný (Ruda) a Jana Petrusová (Anča).